# Guilherme Scheeffer
Guilherme Scheeffer foi o segundo prefeito de Blumenau, município do estado de Santa Catarina, no Brasil. Ocupou o cargo de 7 de janeiro de 1887 a 7 de janeiro de 1889. Foi também vereador do mesmo município, tendo sido o presidente da Câmara Municipal a partir de 10 de setembro de 1886.
Durante sua administração, foi instalada uma estação telegráfica e melhorada a estrada para Curitibanos.